# 厄瓜多尔国徽
目前的厄瓜多尔國徽啟用於1900年，為一橢圓形盾徽。繪有欽博拉索山、瓜亞斯河和一艘以河名為名的船，船的桅杆為商神杖，象徵商業。太陽後的四個星座象徵1845年的三月革命。盾上方有一振翅的安第斯神鷹，盾下有一束棒，兩側有國旗四面和月桂、棕櫚枝條裝飾。

## 历代国徽
|                |                  |            |            |            |            |            |        |
| 瓜亚基尔自由省 | 大哥伦比亚共和国 | 厄瓜多     | 厄瓜多     | 厄瓜多     | 厄瓜多     | 厄瓜多     | 厄瓜多 |
| 1820           | 1821－1830       | 1830－1835 | 1835－1843 | 1843－1845 | 1845－1860 | 1860－1900 | 1900－ |